# Yin Hang (athlétisme)
Yin Hang (née le 7 février 1997) est une athlète chinoise, spécialiste de la marche.

## Biographie
Elle participe aux championnats du monde 2017 dans l'épreuve inaugurale du 50 km marche féminin où elle devient vice-championne du monde en 4 h 08 min 58 s, record d'Asie.

## Palmarès
| Date | Compétition           | Lieu    | Résultat | Épreuve      | Temps           |
| ---- | --------------------- | ------- | -------- | ------------ | --------------- |
| 2017 | Championnats du monde | Londres | 2e       | 50 km marche | 4 h 08 min 58 s |

## Records
| Épreuve      | Performance          | Lieu    | Date         |
| ------------ | -------------------- | ------- | ------------ |
| 50 km marche | 4 h 08 min 58 s (AR) | Londres | 13 août 2017 |